# Пафолацианин
Пафолацианин — флуоресцентный препарат, связывающийся с фолатным рецептором альфа и предназначенный для применения при хирургической терапии опухолей яичников, экспрессирующих данный рецептор. Проприетарное название препарата - циталюкс (англ. Cytalux). Препарат помогает хирургам обнаруживать малозаметные участки, содержащие раковую ткань. В 2021 году препарат был одобрен для клинического применения в США.

## Механизм действия
Пафолацианин связывается с рецептором фолиевой кислоты альфа, экспрессия которого повышена в тканях опухолей яичников. Повышенная экспрессия данного рецептора, согласно обзору публикаций от 2020 года, обнаруживается у 76% - 89% пациентов с эпителиальным раком яичников.
Для обнаружения участков ткани, удерживающих пафолацианин, используется специальная система визуализации, работающая в ближнем инфракрасном диапазоне.

## Способ применения
Пафолацианин вводят внутривенно единоразово за 1-9 часов до начала операции. Пациентов просят исключить прием фолиевой кислоты и иных препаратов, содержащих фолаты, за 48 часов до операции.

## Иллюстрации

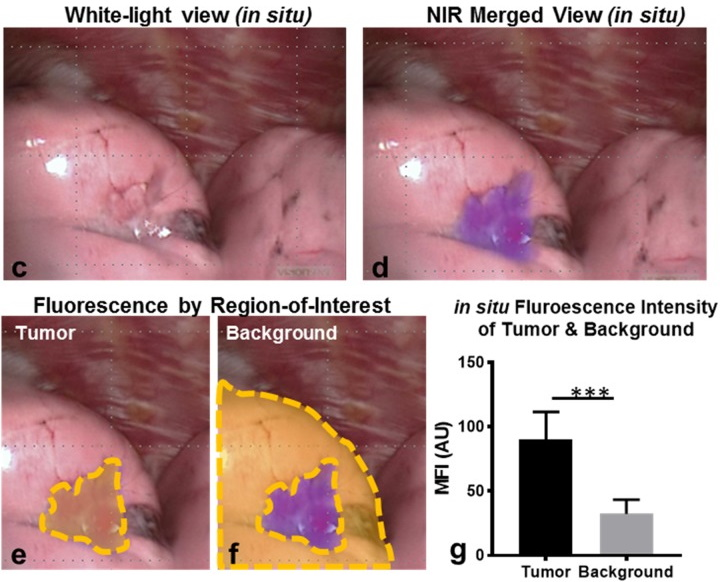
Интраоперационная визуализация плоскоклеточной карциномы легкого с помощью экспериментального препарата OTL38, впоследствии получившего название пафолацианин. Из работы Predina et al., 2018 год.